# Aloe milne-redheadii
Aloe milne-redheadii ist eine Pflanzenart der Gattung der Aloen in der Unterfamilie der Affodillgewächse (Asphodeloideae). Das Artepitheton milne-redheadii ehrt den britischen Botaniker Edgar Milne-Redhead (1906–1996) von den Royal Botanic Gardens Kew.

## Beschreibung

### Vegetative Merkmale
Aloe milne-redheadii wächst stammlos oder kurz stammbildend, sprosst und bildet kleine bis große Gruppen. Die etwa 16 bis 20 eiförmig-lanzettlichen, spitzen Laubblätter bilden eine dichte Rosette. Die bräunlich grüne, undeutlich linierte Blattspreite ist bis zu 30 Zentimeter lang und 7 Zentimeter breit. Sie ist in der Regel mit zahlreichen Flecken besetzt, die wellige Querbänder bilden. Die bräunlichen Zähne am Blattrand sind 3 Millimeter lang und stehen 10 bis 15 Millimeter voneinander entfernt.

### Blütenstände und Blüten
Der Blütenstand weist ein bis sieben Zweige auf und erreicht eine Länge von 50 bis 90 Zentimeter. Die ziemlich dichten, zylindrisch spitz zulaufenden Trauben sind 20 bis 25 Zentimeter lang und 8 Zentimeter breit. Die eiförmig-spitzen Brakteen weisen eine Länge von 6 Millimeter auf und sind 3 Millimeter breit. Die scharlachroten Blüten stehen an etwa 18 Millimeter langen Blütenstielen. Sie sind 30 bis 35 Millimeter lang und an ihrer Basis gestutzt. Auf Höhe des Fruchtknotens weisen die Blüten einen Durchmesser von 8 Millimeter auf. Darüber sind sie leicht verengt und schließlich zur Mündung erweitert. Ihre äußeren Perigonblätter sind auf einer Länge von 10 Millimetern nicht miteinander verwachsen. Die Staubblätter und der Griffel ragen 1 bis 2 Millimeter aus der Blüte heraus.

## Systematik und Verbreitung
Aloe milne-redheadii ist in Angola und Sambia auf Felsvorkommen in Höhen von 1220 bis 1375 Metern verbreitet.
Die Erstbeschreibung durch Hugh Basil Christian wurde 1940 veröffentlicht.

## Nachweise